# Lista de municípios do Amapá

Mapa do Amapá com subdivisões oficiais.

Os municípios do Amapá são as subdivisões oficiais do estado brasileiro do Amapá, localizado na Região Norte do país. Desde 1994, quando a lei estadual n° 171 de 8 de setembro daquele ano criou o município de Vitória do Jari, o Amapá se divide em dezesseis municípios, um a mais que Roraima, que possui quinze. É ainda a segunda unidade federativa menos populosa do Brasil, mais populoso também que Roraima.
Com mais de 142 mil km² de área, é o 18º maior estado do país, com extensão comparável a países como Inglaterra e Tadjiquistão. O Amapá faz divisa com apenas um estado, o Pará (a sul), e está localizado nas fronteiras do Brasil com o Suriname (extremo oeste) e França, através do departamento ultramarino da Guiana Francesa (noroeste). A capital estadual é Macapá, cidade dividida ao meio entre os hemisférios Norte e Sul.
Ao todo, o estado do Amapá possui 16 municípios.
Quatro de seus municípios são cortados pela linha do equador: Laranjal do Jari, Macapá (única capital do país atravessada pela linha), Mazagão e Santana, representando 25% do total.

## Municípios

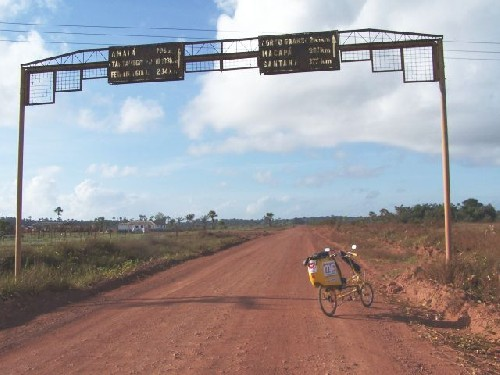
Estrada que liga Calçoene a Macapá

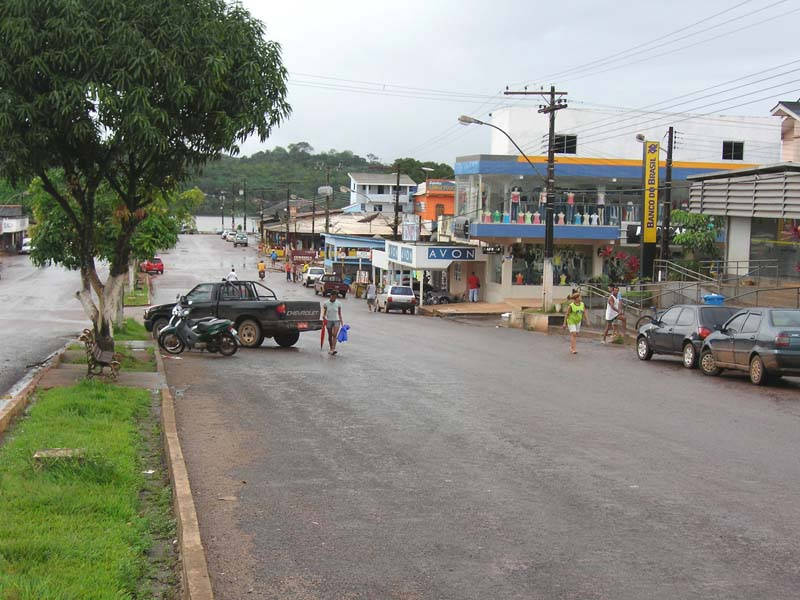
Oiapoque

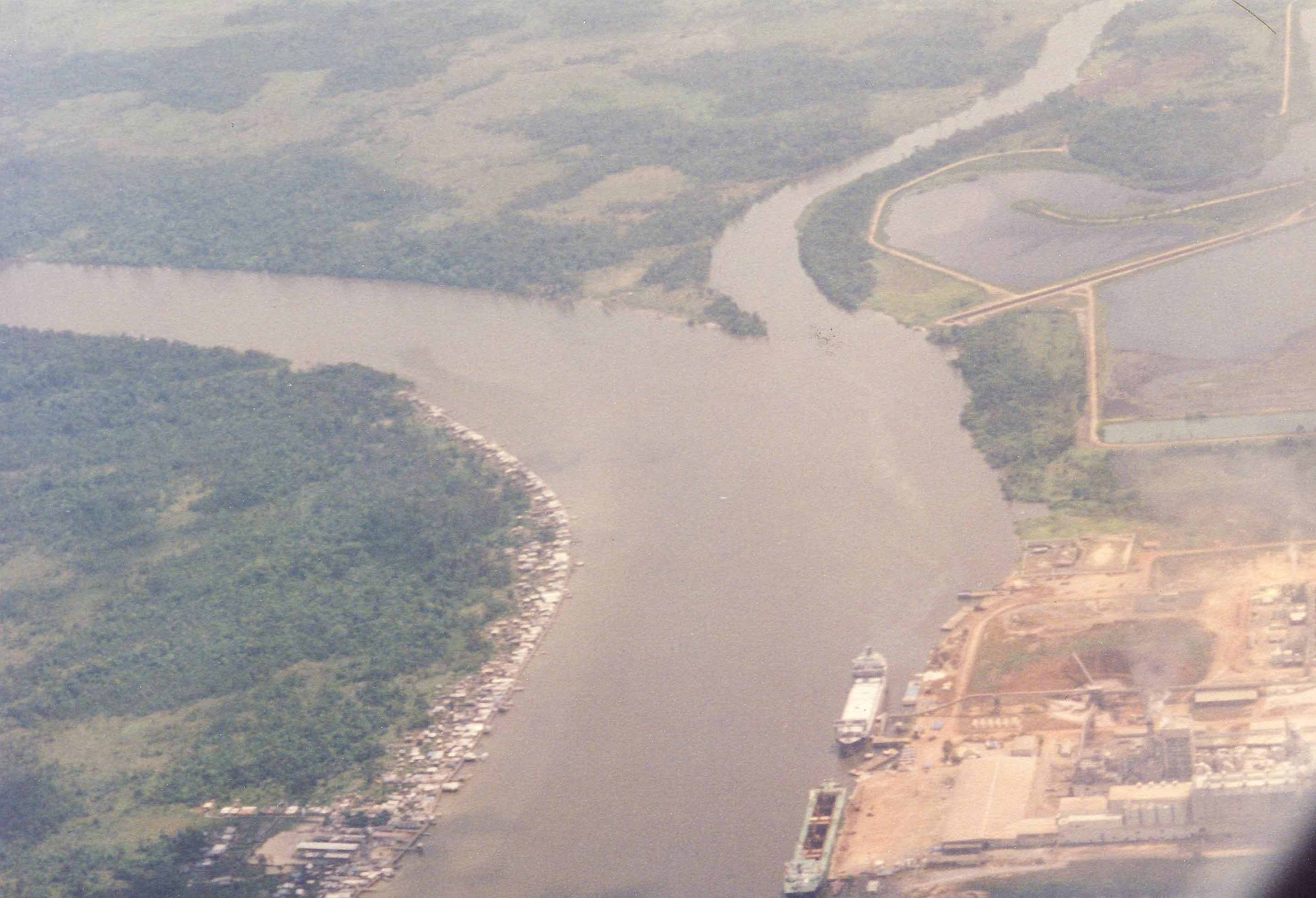
Rio Jari, na divisa entre o Amapá e o Pará

| #  | Município               | Código IBGE | Localização |
| -- | ----------------------- | ----------- | ----------- |
| 1  | Amapá                   | 1600105     |             |
| 2  | Calçoene                | 1600204     |             |
| 3  | Cutias                  | 1600212     |             |
| 4  | Ferreira Gomes          | 1600238     |             |
| 5  | Itaubal                 | 1600253     |             |
| 6  | Laranjal do Jari        | 1600279     |             |
| 7  | Macapá                  | 1600303     |             |
| 8  | Mazagão                 | 1600402     |             |
| 9  | Oiapoque                | 1600501     |             |
| 10 | Pedra Branca do Amapari | 1600154     |             |
| 11 | Porto Grande            | 1600535     |             |
| 12 | Pracuúba                | 1600550     |             |
| 13 | Santana                 | 1600600     |             |
| 14 | Serra do Navio          | 1600055     |             |
| 15 | Tartarugalzinho         | 1600709     |             |
| 16 | Vitória do Jari         | 1600808     |             |